# Neal Huntington
Neal Huntington (né le 4 février 1969 à Amherst, New Hampshire, États-Unis) est l'actuel manager général des Pirates de Pittsburgh, une équipe de la Ligue majeure de baseball.

## Biographie
Neal Huntington passe 16 saisons dans le baseball professionnel avant de se joindre aux Pirates de Pittsburgh. Il est engagé par les Expos de Montréal le 1er juin 1992 comme dépisteur et est promu après la saison 1994 au poste d'assistant-directeur au développement des joueurs.
Il travaille par la suite chez les Indians de Cleveland comme directeur du développement des joueurs, superviseur des joueurs de ligues mineures notamment en Amérique latine, assisant directeur général et assistant spécial au manager général.
Nommé le 25 septembre 2007 manager général et vice-président senior des Pirates de Pittsburgh, l'un des premiers gestes posés par Huntingdon est de congédier le manager Jim Tracy le 5 octobre et de le remplacer par John Russell. Succédant à Dave Littlefield, Huntingdon devient la 12e personne à assumer les fonctions de manager-général des Pirates et prend les rênes d'une franchise qui n'a pas connu une seule saison gagnante depuis 1992 et dont le système de filiales en ligues mineures est plutôt pauvre en talent. Il s'applique au cours des années suivantes à s'assurer d'une meilleure relève chez les Pirates et engage un spécialiste des sabermetrics, approche statistique récente pour juger des performances des joueurs de baseball. Parmi les transactions d'importance réalisées sous sa gouverne, celle qui envoie Jason Bay chez les Red Sox de Boston, l'acquisition de Joel Hanrahan des Nationals de Washington, de James McDonald des Dodgers de Los Angeles, d'A. J. Burnett des Yankees de New York. Avant la saison 2011, il engage Clint Hurdle comme gérant. 
En septembre 2011, le contrat de Huntington est prolongé jusqu'à la saison 2014 avec une option pour 2015.
En mars 2012, il prolonge de 6 saisons le contrat du meilleur joueur de l'équipe, Andrew McCutchen.